# Skendriette
```

```

La skendriette est une pâtisserie algérienne traditionnelle en forme de losange constituée d'une fine pâte renfermant une farce aux amandes, cuite au four, arrosée de miel et parfumée à l'eau de fleur d'oranger.
La farce peut être préparée avec des noix, des pistaches, des cacahuètes.